# Universo estático de Einstein
El universo estático de Einstein, también conocido como el universo de Einstein o el universo estático eterno de Einstein, es un modelo relativista del universo propuesto por Albert Einstein en 1917. Poco después de completar la teoría general de la relatividad, Einstein aplicó su nueva teoría de la gravedad al universo en su conjunto. Suponiendo un universo que era estático en el tiempo y poseía una distribución uniforme de materia en las escalas más grandes, Einstein fue llevado a un universo estático y finito de curvatura espacial esférica.
Para lograr una solución consistente de las ecuaciones de campo de Einstein para el caso de un universo estático con una densidad de materia distinta de cero, Einstein encontró necesario introducir un nuevo término a las ecuaciones de campo, la constante cosmológica. En el modelo resultante, el radio R y la densidad de la materia ρ del universo se relacionaron con la constante cosmológica Λ de acuerdo con Λ = 1 / R 2 = κρ / 2, donde κ es la constante gravitacional de Einstein.
Tras el descubrimiento por Edwin Hubble de una relación lineal entre los desplazamientos al rojo de las galaxias y su distancia en 1929, Einstein abandonó su modelo estático del universo y propuso modelos en expansión como el universo de Friedmann-Einstein y el modelo de universo de Einstein-de Sitter. En ambos casos, puso la constante cosmológica a cero, declarando que "ya no es necesaria ... y teóricamente insatisfactoria". En muchas biografías de Einstein, se afirma que Einstein se refirió a la constante cosmológica en años posteriores como su "mayor error". El astrofísico Mario Livio ha puesto recientemente en duda esta afirmación, sugiriendo que puede ser exagerada.